# Kanton Charenton-du-Cher
Kanton Charenton-du-Cher (francouzsky Canton de Charenton-du-Cher) je francouzský kanton v departementu Cher v regionu Centre-Val de Loire. Tvoří ho devět obcí.

## Obce kantonu
- Arpheuilles
- Bannegon
- Bessais-le-Fromental
- Charenton-du-Cher
- Coust
- Thaumiers
- Vernais
- Le Pondy
- Saint-Pierre-les-Étieux